# Puklina amblyteles
Puklina amblyteles är en stekelart som beskrevs av Graham 1991. Puklina amblyteles ingår i släktet Puklina och familjen finglanssteklar.
Artens utbredningsområde är:
- Italien.
- Libya.
- Spanien.

Inga underarter finns listade i Catalogue of Life.